# 後閑百合亜
後閑 百合亜（ごかん ゆりあ、1992年4月2日 - ）は、群馬県出身の元女子競輪選手。日本競輪選手会東京支部所属、ホームバンクは京王閣競輪場。日本競輪学校（当時。以下、競輪学校）第102期生。師匠は実父である後閑信一（65期）。

## 経歴
競輪選手である信一の長女として群馬県で産まれた。名付け親は神山雄一郎。
高校3年生の夏にガールズサマーキャンプに参加し、父の背中を追い競輪選手を志したという。
2011年2月25日、競輪学校第102回技能試験に合格。在校競走成績は18位（1勝）。
2012年7月6日、京王閣競輪場でデビューし7着。
レース中の度重なる落車による怪我の影響で、医師より現役続行を止められたため引退を決意。ガールズケイリンとしては初の引退選手となった。
2015年12月15日、選手登録消除。通算戦績210戦0勝。
引退後は、主に京王閣競輪場を中心に競輪番組のレポーターとして活動している。2022年に結婚。